# جوليا توفانا
جوليا توفانا (بالإيطالية: Giulia Tofana) قاتلة متسلسلة إيطالية عاشت في القرن السابع عشر ، عملت في مستحضرات التجميل، وصممت طلاء وجه قائم على الزرنيخ، وقامت ببيعه لزبوناتها اللواتي يردن أن يصبحن أرامل والتخلص من أزواجهن، وسرعان ما أصبحت هي الأخرى أرملة غنية ذاع صيتها، الأمر الذي دعا السلطة البابوية في ذلك الوقت للقبض عليها، واعترفت بقتل ما لا يقل عن 600 رجل من أزواج النساء، وكانت تأخذ نصيبها من تركتهم، وقيل أنها أرسلت للمحاكمة وتوفيت تحت التعذيب والخنق في السجن.

## قصتها
فترة القرن السابع عشر في منطقة أوروبا وتحديدًا خلال عصر النهضة كانت النساء في هذا الوقت يخضعن للزواج في سن مبكرة ، ولم يكن للمرأة في هذا الوقت القدرة على التصرف ، وليس لها أية حقوق تذكر فكانت الفتاة بمجرد أن تدخل بقدميها إلى الحياة الزوجية فلا يكون لها أية سيطرة على حياتها، ويكون للزوج كامل التصرف بحرية حتى أن بعض الأزواج كانوا يعرضون إلى الكثير من العنف ، وتقليل الشأن وغيره من الأمور التي يستحيل معها الحياة، وتجارة بزوجاتهم.
ولم يكن الطلاق أمرًا معروفًا بينهم ، ولا سبيل للخلاص من تلك الحياة سوى بالموت حتمًا ، مما جعل الكثير من السيدات ، في هذا الوقت يتمنين أن تصبحن أرامل، وخلال تلك الفترة العصيبة في روما برزت جوليا توفانا ، وتعمل تلك السيدة في محل خاص بها ، لبيع خلطات التجميل وأدوات المكياج ، وغيرها من الأمور النسائية الأخرى.
كانت لدى جوليا خلطة سحرية للنساء اللاتي تعانين من أزواجهن ، وكانت تلك الخلطة عبارة عن سمًا زعافًا أسمته هي خلطة أكوا توفانا ، وكانت تلك الخلطة قادرة على منح المرأة الإيطالية لقب أرملة في غضون ساعات قليلة دون أن تكتشف السلطات أمرها. صنعت خلطتها السحرية تلك من خلال خلط كميات من الزرنيخ والتي كانت تستخدمها في خلطات تبييض البشرة إلى جانب خلطة أخرى من نبات البيلادونا، والمستخدم في توسيع حدقة العين وعددًا من المكونات الأخرى فكان خليط الأكوا توفانا عديم الرائحة واللون أيضًا والذي يمكن خلطه مع النبيذ أو أي مشروب.
وكانت جوليا تنصح السيدات باستخدام خليط الأكوا توفانا على مدار أربعة أيام ، حتى لا يكتشف أحدهم تعرض الزوج للتسمم بالزرنيخ ، وحتى لا يكشفه الأطباء أيضًا بعد ذلك ، أثناء معانية الجثة فقد كانت قطرات قليلة كافية للقتل إذا ما تم ذلك على فترات متباعدة ، لدرء الشبهات. كانت تساعد في وضع هذا الخليط بعلب أدوات التجميل حتى تستطيع الزوجة أن تضع السم أمام أعين زوجها، دون أن يرتاب، وكانت جوليا تؤمن أنها تساعد السيدات غير السعيدات في حياتهن بالتخلص من هؤلاء المتحكمون فيهن ، دون وجه حق.
في فترة الخمسينات من القرن السابع عشر ، قامت إحدى السيدات بشراء خلطة الأكوا توفانا من جوليا ، وعادت بها إلى المنزل وبعد أنت وضعت السم لزوجها في الحساء. شعرت بتأنيب الضمير ، فمنعته من تناول الحساء ، ولكن الزوج الغاضب أصر على معرفة الأمر كله،
فاعترفت أن دست له سمًا في الحساء ، وأخبرته أنها قد أتت به من جوليا توفانا، قام الزوج بسحب زوجته إلى المخفر، وهناك أدلت بأقوالها، ولما علمت جوليا أن الشرطة آتية للقبض عليها ، قامت بالاحتماء داخل الكنيسة، ولكن مع ذياع الخبر ، هاجم الناس الكنيسة واقتادوا جوليا إلى السلطات بأنفسهم.
و عقب عمليات متواصلة من التعذيب اعترفت جوليا أنها قد ساعدت على تسميم أكثر من * ستمائة رجلاً * ، وقد يكون العدد أكثر من ذلك حيث تبين أن جوليا هي ابنة تافانيا دادامو التي تم إعدامها في جزيرة باليرمو عام 1633 على إثر اتهامها بتسميم زوجها. وفي عام 1659 تم إعدام جوليا توفانا ، في ساحة كامبو دي فيوري في روما ، بالإضافة إلى ثلاث مساعدات لها ، وعدد من السيدات الأرامل ، اللاتي كن يتعاملن معها ، وتم سجن بعضهن أيضًا .